# Aérodrome de Makin
 (mai 2019).
Si vous disposez d'ouvrages ou d'articles de référence ou si vous connaissez des sites web de qualité traitant du thème abordé ici, merci de compléter l'article en donnant les références utiles à sa vérifiabilité et en les liant à la section « Notes et références ».
L'aérodrome de Makin (code IATA : MTK • code OACI : NGMN) est l'aéroport de Makin, aux Kiribati.

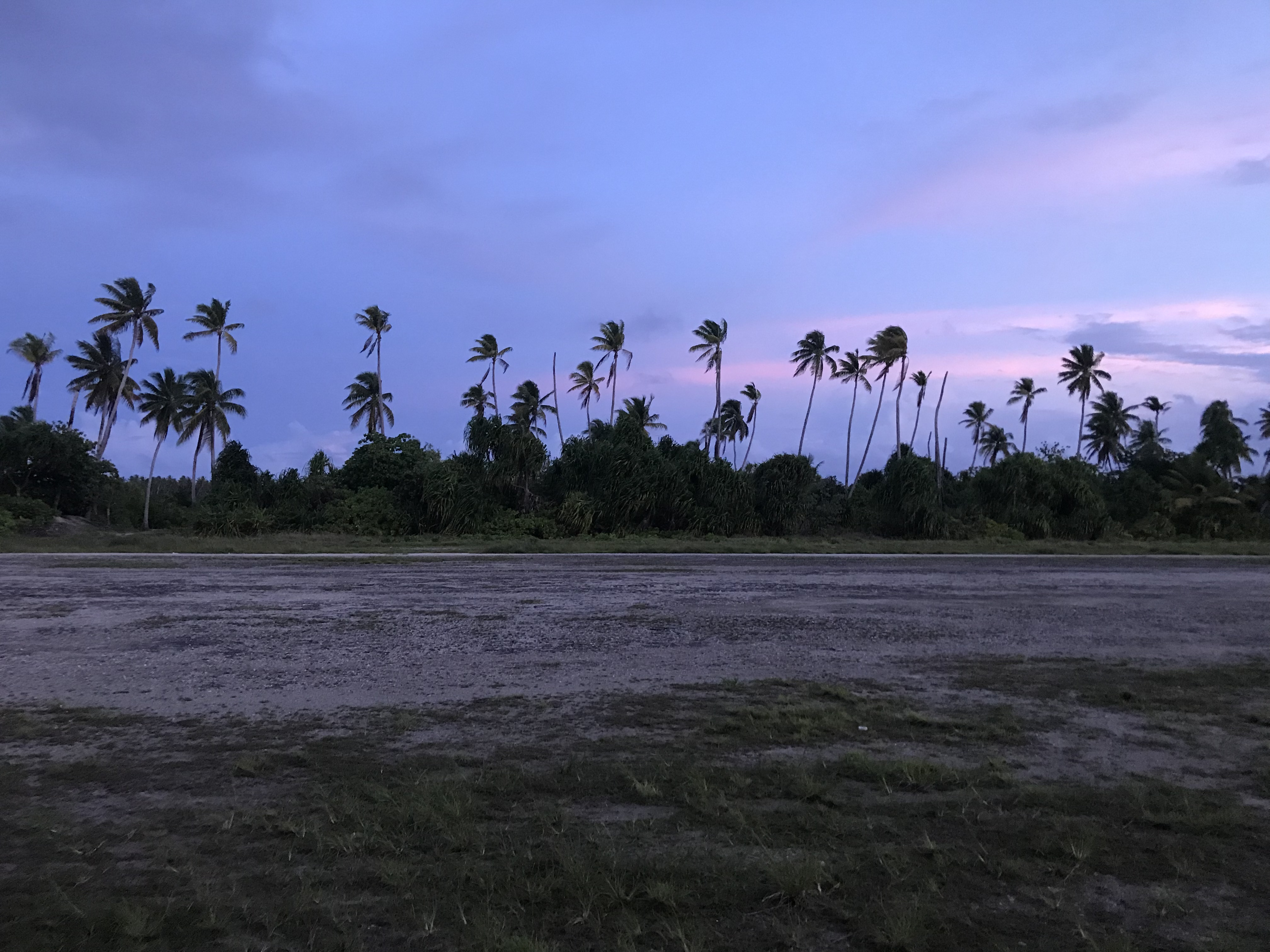

Il a été construit, après la bataille de Makin, en novembre-décembre 1943 par l'USAAF après la reconquête de l'atoll sur les Japonais et alors désigné comme Makin Airfield, aérodrome de Makin (alors il était fréquent que les deux atolls proches de Butaritari et de [Little] Makin soient désignés comme Makin).
Air Kiribati relie Makin à l’aéroport international de Bonriki à Tarawa-Sud trois fois par semaine.

## Liaisons locales

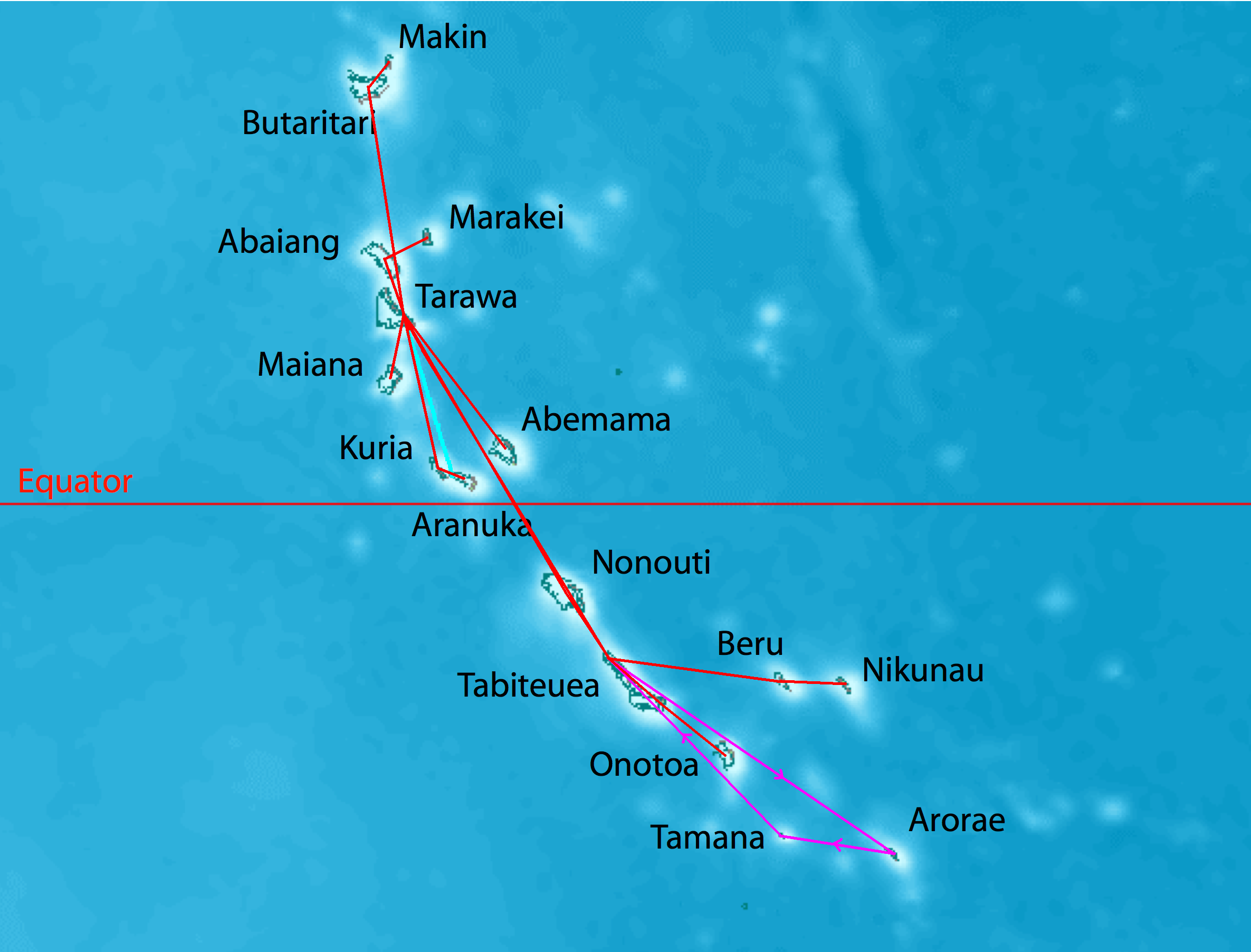

## Situation
| Abaiang Abemama Aranuka Arorae Beru Bonriki Butaritari Canton Cassidy Kuria Maiana Makin Nonouti Tabiteuea-Nord Tabiteuea-Sud Tamana Teraina Tabuaeran Marakei Nikunau |